# Schwedische Eishockeymeisterschaft 1930
Die Saison 1930 war die neunte Austragung der schwedischen Eishockeymeisterschaft. Meister wurde zum insgesamt siebten Mal in der Vereinsgeschichte der IK Göta.

## Meisterschaft

### Qualifikationsrunde
- UoIF Matteuspojkarna – IK Hermes 4:0

### Viertelfinale
- Södertälje SK – Nacka SK 2:0
- AIK Solna – Karlbergs BK 7:0
- IK Göta – Hammarby IF 3:0
- Djurgårdens IF – UoIF Matteuspojkarna 3:1

### Halbfinale
- Södertälje SK – AIK Solna 2:3
- IK Göta – Djurgårdens IF 3:1

### Finale
- AIK Solna – IK Göta 0:2